# Das schwarze Schiff
Das schwarze Schiff ist ein Science-Fiction-Roman des deutschen Schriftstellers Phillip P. Peterson, welcher im Jahr 2018 mithilfe der Self-Publishing-Plattform Books on Demand (BoD) veröffentlicht wurde. Der Roman beschreibt die Erkundung eines scheinbar verlassenen außerirdischen Raumschiffes durch eine nach einem Angriff gestrandete Besatzung eines Bombers. Eine englische Übersetzung von Laura Radosh, betitelt The Dark Ship, erschien am 25. Juni 2019.

## Handlung
Bei einem offensiven Angriff auf eine Basis im System des Sterns Acheron, provoziert durch mehrere zuvor im Territorium des Imperiums vernichtete Planeten, wird dessen Planet ebenso vollständig durch eine Quagmabombe vernichtet. Von insgesamt fünf Raumschiffen übersteht nur eines den Angriff, kann aber wegen eines beschädigten Antriebs nicht für die erforderliche Strecke in den Hyperraum gehen. Stattdessen wird ein sich mit halber Lichtgeschwindigkeit durch den interstellaren Leerraum bewegendes Objekt mit einem Durchmesser von etwa tausend Kilometern angeflogen, welches sich als außerirdisches Raumschiff herausstellt. Eine künstliche Intelligenz an Bord ist ausgesprochen hilfsbereit und stellt Quartiere sowie Nahrung zur Verfügung und stellt nach Übergabe der Koordinaten für den nächsten bewohnten Stern den Kurs auf diesen. Laut dessen Aussage ist das einstige Generationenschiff komplett verlassen, da es nach Ankunft menschenähnlicher Außerirdischer an ihrem Zielplaneten in einer anderen Galaxie vor hundert Milliarden Jahren vollständig leergeräumt und dann auf weitere Erkundungsreise geschickt wurde. Kontakt gibt es jedoch keinen mehr.
General George Irons verlangt von seiner Besatzung, darunter Captain Jeff Austin, eine Erkundung des Raumschiffes, unter anderem da die künstliche Intelligenz einigen Fragen ausweicht. Auch wird ihnen kein Blick auf die Sterne zur Bestätigung des Kurses gewährt. Bei den Erkundungen durch die dunklen Tunnel fühlt sich die Besatzung gelegentlich beobachtet. Jeff sieht zudem einmal ein blitzendes Licht, schiebt es aber auf Tscherenkow-Strahlung. Bei einem verschlossenen Tor zwängen sich das Besatzungsmitglied Fields durch einen engen Lüftungsschacht auf die andere Seite, wo sich umgeworfene Möbel und Einrichtungen sowie verteilte Papiere und Besteck befinden. Hinter einigen Biegungen trifft Fields zudem auf ein scheinbar nur aus Licht bestehendes Wesen. Als die Besatzung nur noch einen Schrei von ihm hört, flieht sein Erkundungspartner Green hinter dem Tor. Später kehrt die komplette Besatzung zurück und findet die komplett zerfetzte Leiche von Fields. Nach der Rückkehr ins Quartier spricht General Irons mit Jeff über seine Befürchtungen, dass noch weitere Besatzungsmitglieder an Bord sterben werden und gibt ihm vertrauliche Informationen für die sichere Reise zur Erde. Durch Kontrollanlagen von hinter dem Tor hat sich herausgestellt, dass das schwarze Schiff entgegen dem vorgegebenen Kurs genau dorthin unterwegs ist. Nachts wird General Irons ebenfalls komplett im Schlaf zerfetzt, woraufhin ein ähnlicher Lüftungsschacht bei ihm im Zimmer gefunden wird. Jeff ist nun der ranghöchste Offizier und befiehlt, bis ins Zentrum des schwarzen Schiffes zu laufen, um dessen Geheimnis zu ergründen. Auf dem Weg werden weitere Mitglieder bei unbeabsichtigten Trennungen der Besatzung getötet und es kommt zu weiteren Begegnungen mit den mysteriösen Lichtwesen, wobei es jedoch niemals sichtbar für andere zu einem Angriff von ihnen kommt. Stattdessen verschwinden die Lichtwesen wieder.
Tief im schwarzen Schiff findet die Besatzung eine trostlose vulkanische Wüstenlandschaft mit hoher Temperatur und Luftfeuchtigkeit sowie riesige Gräber mit Millionen von Skeletten der menschenähnlichen Außerirdischen. Ein Besatzungsmitglied wird plötzlich wahnsinnig und begeht Suizid. Kurz darauf trifft die Besatzung auf riesige Menschenansammlungen mit zahlreichen etwa durch Kreuzigung gefolterten Menschen. Alle sind nicht mehr bei klarem Verstand und erzählen nur, nun tot und in der Hölle zu sein, welche vom Dämon regiert wird. Jeff trifft sogar seinen bei einem früheren Angriff durch eine Quagmabombe umgekommenen Vater und zweifelt, ob ihr Raumschiff bei Acheron abgeschossen und alles bisherige nur eine Halluzination bei der Reise in die Hölle war. Zwei weitere Besatzungsmitglieder sowie der Vater von Jeff kommen anschließend durch Feuer um, jedoch ist letzterer plötzlich wieder lebendig. Jeff trifft erneut auf ein Lichtwesen und wird wieder nicht angegriffen, sondern erkennt nun die Anzeichen, stattdessen zu folgen. In einem Raum mit einer automatischen Übersetzung wird ihm daraufhin die ganze Geschichte des schwarzen Schiffes von dem Lichtwesen erzählt. Um selbst die Ankunft zu erleben, sicherten die Außerirdischen ihre echten Körper in Kryostase und existierten lieber in Avataren, welche langsam zu den immateriellen Lichtwesen wurden. Jedoch kam es nie zur Ankunft, da ein extrem sadistischer Außerirdischer, dessen Avatar als Teil der steuernden Gruppe das gesamte schwarze Schiff war, komplett die Kontrolle übernahm und die Avatare immer wieder folterte und nach dem Tod wiederherstellte. Tatsächlich ist dieser sowohl die künstliche Intelligenz, mit welcher die Besatzung einst sprach, sowie der die Menschen peinigende Dämon. Tatsächlich wurden die bisherigen Angriffe auf die Planeten des Imperiums von diesem nach Entführung aller Menschen durchgeführt und der Vergeltungsschlag gegen Acheron war somit nicht gerechtfertigt. Jeff erkennt, dass der Dämon den Körper von Green übernommen hat, dessen Schutzvorrichtung vor mentaler Kontrolle beim Angriff auf Acheron zerstört wurde und welcher daher für die grausamen Morde an Fields und General Irons verantwortlich war. Jeff konfrontiert den Dämon im Körper von Green, wobei ihm die immateriellen Lichtwesen helfen. Sowohl der Dämon als auch das schwarze Schiff werden dabei vernichtet, jedoch kann Jeff noch ein letztes Gespräch mit dem echten Körper seines Vaters führen, bevor dieser stirbt. Jeff flieht mit einem außerirdischen Raumschiff und hofft, dass die Informationen von General Irons ihm den sicheren Flug zur Erde sichern.

## Kritik
Auf fantasybuch.de heißt es, als „nervenzerreißender SF-Horror [....] hat sich der vorliegende Roman zwar leider nicht entpuppt, er war aber dennoch eine durchaus recht spannende Lektüre“. Zu bemängeln sei, dass der Roman „leider doch immer wieder ein paar Durchhänger“ und mit dem Protagonisten Jeff Austin „nicht allzuviel anzufangen“ sei, da dieser eine „absolute Fehlbesetzung für seinen Posten“ sei. Zwar sei dies durch seine Charakterisierung als Wissenschaftler sogar genau so beabsichtigt, aber Phillip P. Peterson hätte „das Beste draus machen“ sollen. Auch seine Kollegen seien „nicht wirklich sympathisch“, aber „allein der Kommandant Major George Irons konnte ein paar Pluspunkte sammeln“. Abgesehen davon sei „der Vergleich mit Filmen wie Alien, Event Horizon und Pandorum schon ziemlich treffend“. Gegen Ende seien die Auflösung des Missverständnisses „irgendwie merkwürdig und unlogisch“, die Vorstellung der Hölle „schon fast ein Schuss zuviel Haarsträuberei“ und der Sieg über den Dämon „schon fast naiv zu nennen“. Insgesamt heißt es: „Dennoch, trotz allem hat das Buch Seite für Seite meine Neugier. [....] So fiel es mir auch nicht schwer immer am Ball zu bleiben. Das Ende ist befriedigend, kein Kracher, aber immerhin akzeptabel. Damit ist Das schwarze Schiff vielen seiner Mitkonkurrenten um einiges Voraus. Schön auch, dass es eine abgeschlossene Geschichte ist.“ Dadurch unterhält der Roman auf „unterhaltsame und mitunter spannende Art und Weise“, sei aber als Frühwerk von Phillip P. Peterson „nicht zu vergleichen mit Universum oder Vakuum“.
Auf sf-lit.de heißt es, die „Erstkontaktgeschichte mit deutlichem (und dann teils sehr drastischem!) Horroranteil ist in weiten Teilen eher ruhig und gemächlich erzählt; sie lebt lange Zeit vor allem von der düsteren, bedrückenden, unheimlichen Atmosphäre. Diese ist in der Tat sehr anschaulich dargestellt und definitiv die größte Stärke des Romans.“ Zwar warte der Roman mit „Sense-of-Wonder - Momenten auf; überwiegend allerdings mit ziemlich gruseligen und grausigen“, jedoch gäbe es ein „übertrieben dramatische[s] Finale“. Insgesamt sei dieser ein „recht unterhaltsames und stimmungsvolles Buch .... das ganz große Innovationswunder und Ideenfeuerwerk ist es freilich nicht.“